# Teoria oddziaływań elektrosłabych
Teoria oddziaływań elektrosłabych (teoria małej unifikacji) – kwantowa teoria pola opisująca oddziaływania słabe oraz elektromagnetyczne. Zawiera ona w sobie wcześniejszą teorię oddziaływań słabych i elektrodynamikę kwantową.
Teoria oddziaływań elektrosłabych traktuje oddziaływania słabe i elektromagnetyczne jako przejaw jednego oddziaływania elektrosłabego.
Oddziaływaniu elektrosłabemu podlegają wszystkie znane cząstki fermionowe. Przyciąganie, odpychanie i przemiany tych cząstek tłumaczy się wymianą bozonów pośredniczących: Z, W+, W− i fotonu.
Według obecnej wiedzy, we wczesnych epokach Wszechświata istniała pełna symetria między oddziaływaniami słabymi i elektromagnetycznymi. Symetria ta została później złamana, w wyniku czego mamy obecnie dwa oddziaływania. Łamaniem symetrii tłumaczy się także różnicę mas pomiędzy bozonami oddziaływania słabego a fotonem.
Teoria oddziaływań elektrosłabych jest nieabelową teorią z cechowaniem o złamanej symetrii. Grupą cechowania jest grupa SU(2)×U(1). Chociaż elektromagnetyzm opisuje grupa U(1)EM, nie jest to ta sama grupa, co w iloczynie (U(1)Y). W rzeczywistości obie części opisują zarówno elektromagnetyzm, jak i oddziaływanie słabe. Ładunek oddziaływania elektromagnetycznego nazywamy ładunkiem elektrycznym (Q), ładunek oddziaływania słabego nazywamy ładunkiem słabym, ładunek opisywany przez część SU(2) grupy symetrii oddziaływań elektrosłabych nazywamy izospinem (I) a ładunek opisywany przez część U(1) – hiperładunkiem (Y) (wyjaśnia on między innymi, dlaczego leptony mają inny ładunek elektryczny niż kwarki). Wielkości te wiąże zależność:
Q = I3 + Y/2.
Teorię oddziaływań elektrosłabych stworzyli Sheldon Glashow, Abdus Salam i Steven Weinberg, za co otrzymali Nagrodę Nobla w dziedzinie fizyki w 1979.

## Struktura matematyczna

Oddziaływanie elektrosłabe pod nieobecność i w obecności pól Higgsa

Model przewiduje istnienie czterech bezmasowych bozonów pośredniczących. Trzy z nich oznaczone przez {\displaystyle \mathbf {W} _{\mu }=[W_{\mu }^{(1)},W_{\mu }^{(2)},W_{\mu }^{(3)}]} są składowymi trypletu I = 1 grupy SU(2). Czwarty {\displaystyle \mathbf {B} _{\mu }} jest izoskalarem I = 0 transformującym się względem grupy U(1) słabego hiperładunku. Aby nadać bozonom pośredniczącym masy bez jednoczesnego naruszenia renormalizowalności teorii, wprowadzono mechanizm spontanicznego łamania symetrii poprzez dublet pól zespolonych (czterech pól rzeczywistych) z I = 1/2 nazwanych skalarami Higgsa, które generują masy cząstek poprzez samooddziaływanie.
Pola masowych bozonów oznaczamy odpowiednio {\displaystyle W_{\mu }^{+},W_{\mu }^{-},Z_{\mu }^{0}.} Bozon oznaczony jako {\displaystyle A_{\mu }^{\ }} pozostaje bezmasowy i odpowiada fotonowi.
Dla bozonów naładowanych:
{\displaystyle W_{\mu }^{\pm }={\frac {1}{\sqrt {2}}}(W_{\mu }^{(1)}\pm W_{\mu }^{(2)}),}
dla bozonow neutralnych:
{\displaystyle Z_{\mu }^{0}=W_{\mu }^{(3)}\cos \Theta _{W}-B_{\mu }\sin \Theta _{W},}
{\displaystyle A_{\mu }=W_{\mu }^{(3)}\sin \Theta _{W}+B_{\mu }\cos \Theta _{W}.}
Kąt {\displaystyle \Theta _{W}} nazywa się kątem mieszania oddziaływań słabych (kąt Weinberga). Wartość tego kąta należy wyznaczyć doświadczalnie, co jest jednym ze słabych punktów modelu standardowego.